# Nagy Ervin (filozófus)
Nagy Ervin (Gyöngyös, 1977. szeptember 1. – 2025. február 1.) magyar filozófus, közíró, tanár, a Jobbik egykori alelnöke. A liberalizmus illúziói és az Omladozó téveszmék könyvek szerzője, A Tiszta szívvel 1956-ban társszerzője. Az Oikosz Alapítvány vezetője, több könyv felelős kiadója, film producere, illetve nemzetpoltikai rendezvény szervezője. A Magyar Hírlap és a PestiSrácok állandó szerzője, a HirTV vendége. A XXI. Század Intézet munkatársa. Házas, három gyermeke van, Fóton élt. Testvére Nagy Viktor Oszkár, filmrendező, a 40. Magyar Filmszemlén Gene Moskowitz-díjas Apaföld című film alkotója.

## Tudományos munka
Az Eötvös Loránd Tudományegyetem Bölcsészettudományi Kar (ELTE-BTK) filozófia szakán diplomázik 2003-ban, két évig politológus ösztöndíjas kutató a XXI. Század Politikai Intézetben. 2003-2004 megbízott előadó a Károli Gáspár Református Egyetem Filozófia Tanszékén. Kutatási területei a modern politikafilozófia, az alkalmazott etika és a kommunikációelmélet. Felsőoktatási intézetekben filozófiát, etikát, kommunikációt és társadalmi ismereteket tanít. Két önálló kötete jelent meg: 2014-ben az egyetemeken tankönyvként is használt „A liberalizmus illúziói” című könyve, illetve 2016-ban az „Omladozó téveszmék” filozófiai esszégyűjteménye az Attraktor Kiadó gondozásában. 2019. november 1-től a XXI. Század Intézet kutatója volt.

## Politika
1999-ben barátaival létrehozza, majd 2002-től elnöke az egyetemeken működő Jobboldali Ifjúsági Közösségnek. 2003-tól aktívan politizál, alapítója, alelnöke, majd választmányi elnöke a Jobbiknak. 2006-ban a „Harmadik út, MIÉP-Jobbik” képviselőjelöltje a 12. kerületben. 2008-ban több alapítótársával együtt kilép a Jobbikból, mert nem ért egyet az új, jobboldallal is szembemenetelő irányvonallal és a Magyar Gárda megalapításával. Hiteltelennek tartja a párt mai[mikor?], a köz számára ismert arculatát.

## Közéleti tevékenység
2010 óta civilszervezetek, többek között az Oikosz Alapítvány kuratóriumának elnökeként. számos történelmi dokumentumfilm producere, rendezvény szervezője. Az 1956-os emlékév keretein belül az Egy szabad Magyarországért és a PS emlékpark rendezvények egyik kezdeményezője. Erdélyi árvaházak kitüntetett anyagi támogatója. 

## Közíró
2005–2006 között főszerkesztő-helyettese a Kárpát-medencei Magyarok Lapjának. 2010 óta rendszeresen publikál Magyar Hírlapban, illetve az Echo TV „Hangos többség” (2010-2012), majd 2014 óta a „Szópárbaj” rendszeres vendége. 2018 óta a HirTV vita-műsorainak szereplője. 2010 óta a 
Magyar Hírlap és a PestiSrácok állandó publicistája. A „Liberalizmus hazugságai” cikksorozat szerzője (2011). 2013 óta Polgár Portál hírügynökség kiadója. 2014-től 2017-ig a Nemzeti Petíció internetes oldal felelős kiadója. 2018 óta a Hír TV vitaműsorainak állandó szereplője, 2024-től a Mandiner újságírója volt.

## Kötetei
- A liberalizmus illúziói. Vitairat a modern liberalizmus ellenében; Attraktor, Máriabesnyő, 2014
- Omladozó téveszmék. Írások Istenről, az emberekről és eszmékről; Attraktor, Máriabesnyő, 2016
- Tiszta Szívvel 1956-ban (Társszerző, Felelős kiadó, Oikosz Alapítvány, Budapest, 2019)